# Olene mendosa
Olene mendosa är en fjärilsart som beskrevs av Jacob Hübner 1823. Olene mendosa ingår i släktet Olene och familjen tofsspinnare. Inga underarter finns listade i Catalogue of Life.